# غواصة يو بي-101
يو بي-101 غواصة ألمانية من فئة يو بي3 خدمت في البحرية الإمبراطورية الألمانية خلال الحرب العالمية الأولى. تم تكليفها في البحرية الإمبراطورية الألمانية في 31 أكتوبر 1918 باسم يو بي-101.
تم تسليمها في 26 نوفمبر 1918 وفككت في فيلكستو في 1919/20.